# Benjamin Harrison Reeves

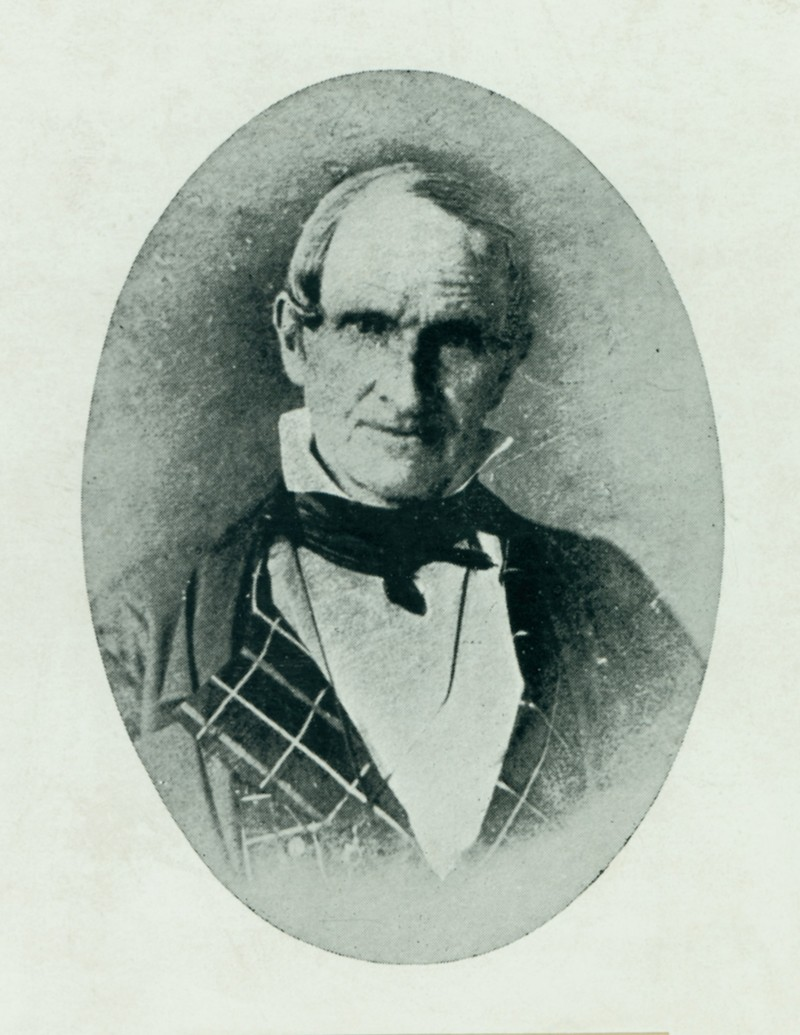
Porträt von Benjamin Harrison Reeves

Benjamin Harrison Reeves (* 21. März 1787 im Augusta County, Virginia; † 16. April 1849 im Todd County, Kentucky) war ein US-amerikanischer Politiker. In den Jahren 1824 und 1825 war er Vizegouverneur des Bundesstaates Missouri.

## Werdegang
Benjamin Reeves wuchs zunächst in seinem Heimatstaat Virginia auf. Um das Jahr 1800 zog er mit seinen Eltern in das Christian County in Kentucky, das damals noch weitgehend in der Wildnis lag. Kurz darauf starb sein Vater. Zusammen mit seiner Mutter musste er nun die jüngeren Familienmitglieder betreuen und versorgen. Während des Britisch-Amerikanischen Krieges von 1812 diente er im Indiana-Territorium in den amerikanischen Streitkräften, wobei er bis zum Major aufstieg. Politisch schloss er sich der Demokratisch-Republikanischen Partei an. In den Jahren 1815, 1816 und 1817 saß er im Repräsentantenhaus von Kentucky. Dann zog er in das Missouri-Territorium. Im Jahr 1820 nahm er als Delegierter an der verfassungsgebenden Versammlung des Staates Missouri teil. Dann war er dort Staatsrevisor (State Auditor) und Mitglied des Staatssenats.
1824 wurde Reeves an der Seite von Frederick Bates zum Vizegouverneur von Missouri gewählt. Dieses Amt bekleidete er zwischen dem 15. November 1824 und seinem Rücktritt im Juli 1825. Dabei war er Stellvertreter des Gouverneurs und Vorsitzender des Staatssenats. Sein Rücktritt erfolgte nach seiner Ernennung zu einem von drei Bundesbeauftragten für den Santa Fe Trail, erwies sich aber aus seiner Sicht als etwas voreilig. Kurz danach starb am 4. August 1825 Gouverneur Bates und Reeves hätte als Vizegouverneur dessen Amt übernehmen können. Dieses fiel nun dem bisherigen President Pro Tempore des Staatssenats, Abraham J. Williams, zu, der es bis zu einer Sonderwahl ausüben konnte. Bereits Ende September 1825 endete Reeves’ Tätigkeit für den Santa Fe Trail. In den folgenden Jahren bis 1836 nahm er an einigen Indianerkriegen teil und in den 1830er Jahren saß er erneut im Staatssenat. Dann kehrte er nach Kentucky zurück, wo er in der Landwirtschaft arbeitete und mehrfach ins dortige Repräsentantenhaus gewählt wurde. Er starb am 16. April 1849 auf seinem Landsitz im Todd County.